# Conus gambiensis
Conus gambiensis é uma espécie de caracol marinho, um molusco gastrópode marinho na família Conidae.

## Distribuição
Esta espécie marinha é endêmica da Gâmbia, na África Ocidental.